# Panelefsiniakos A.O.K.
Il Panelefsiniakos BC è una società cestistica avente sede a Eleusi, in Grecia. Fondata nel 1969 fa parte della polisportiva Panelefsiniakos A.O.K. Eleusi (fondata nel 1931) e gioca nel campionato greco. Nella stagione 2011-12 ha ottenuto la promozione in A1 Ethniki, il massimo campionato greco, per la prima volta nella sua storia.
Disputa le partite interne nel Elefsina Indoor Hall, che ha una capacità di 1.100 spettatori. Per gli incontri di cartello, usufruisce del vicino Peristeri Indoor Hall capace di ospitare 4.000 spettatori.

## Palmarès
- A2 Ethniki: 1

2011-2012